# Renascer
Renascer é uma telenovela brasileira produzida e exibida pela TV Globo de 8 de março a 13 de novembro de 1993, em 216 capítulos. Substituiu De Corpo e Alma e foi substituída por Fera Ferida, sendo a 47ª "novela das oito" exibida pela emissora.
Teve a autoria de Benedito Ruy Barbosa, com colaboração de Edmara Barbosa e Edilene Barbosa, teve a direção de Emilio Di Biasi e Mauro Mendonça Filho e direção geral e núcleo de Luiz Fernando Carvalho.
Contou com as participações de Antônio Fagundes, Marcos Palmeira, Adriana Esteves, Tarcísio Filho, Marco Ricca, Taumaturgo Ferreira, Patricia Pillar e Herson Capri .

## Enredo
A novela narra a saga de José Inocêncio, um fazendeiro da zona cacaueira de Ilhéus, na Bahia. Ao chegar à região onde vai fazer sua vida, finca um facão aos pés de um frondoso jequitibá. Este gesto passa a ser o símbolo de sua coragem e do sonho de se tornar eterno. Apaixona-se após o boi-bumbá passar por sua fazenda, casa-se com Maria Santa e torna-se pai de quatro filhos: José Augusto, José Bento, José Venâncio e João Pedro, o caçula, cujo nascimento é acompanhado da morte da mãe, por complicações durante o parto.
O fato faz com que Zé Inocêncio desenvolva um relacionamento de ódio com o filho. Essa desavença é que conduz todas as tramas da história. Elas se aceleram quando Inocêncio, já cinquentão, conquista e casa-se com a namorada de João Pedro, a jovem Mariana. Esta é neta do seu maior desafeto no passado, Belarmino, assassinado de forma misteriosa, com as suspeitas recaindo sobre o próprio Inocêncio.
Mas o Coronel, como é conhecido, tem um outro inimigo perigoso, Teodoro, seu vizinho, que trava uma luta pela posse de terras. Para piorar, João Pedro acaba casando-se com Sandra, filha de Teodoro.
Outro destaque da trama é o catador de caranguejos Tião Galinha, que, por causa da sua ingenuidade, acredita que o sucesso alcançado pelo coronel Zé Inocêncio se deve ao fato de ele ter criado um diabo dentro de uma garrafa, seu amuleto. Tião Galinha se agarra a essa ideia e transforma sua vida em um tormento, para desespero de sua esposa, a quitandeira Joaninha.

## Elenco
| Intérprete           | Personagem                                     |
| -------------------- | ---------------------------------------------- |
| Antônio Fagundes     | Coronel José Inocêncio (Zé Inocêncio / Painho) |
| Marcos Palmeira      | João Pedro Inocêncio                           |
| Adriana Esteves      | Mariana Paiva Ferreira                         |
| Herson Capri         | Coronel Teodoro Gouveia                        |
| Patrícia Pillar      | Eliana Vieira                                  |
| Luciana Braga        | Sandra Gouveia Inocêncio                       |
| Chica Xavier         | Inácia Galvão                                  |
| Osmar Prado          | Sebastião de Pádua (Tião Galinha)              |
| Maria Luísa Mendonça | Isabela Gonzaga Inocêncio (Buba)               |
| Marco Ricca          | José Augusto Inocêncio (Zé Augusto)            |
| Palomma Duarte       | Maria Tereza Guedes (Teca)                     |
| Tarcísio Filho       | José Bento Inocêncio (Zé Bento)                |
| Regina Dourado       | Morena de Souza                                |
| Roberto Bonfim       | Deocleciano Barbosa                            |
| Jackson Antunes      | Damião Cunha                                   |
| Taumaturgo Ferreira  | José Venâncio Inocêncio                        |
| Tereza Seiblitz      | Joana de Pádua (Joaninha)                      |
| Eliane Giardini      | Iolanda Martinez (Dona Patroa)                 |
| Isabel Fillardis     | Rita de Cássia Cunha (Ritinha)                 |
| Leila Lopes          | Luciana (Professorinha Lu)                     |
| Cosme dos Santos     | Zinho Jupará                                   |
| Luiz Carlos Arutim   | Turco Rachid                                   |
| Nelson Xavier        | Norberto dos Anjos                             |
| Jackson Costa        | Padre Lívio                                    |
| Jofre Soares         | Padre Santo                                    |
| Cláudia Lira         | Valquíria Pereira (Kika)                       |
| José de Abreu        | Detetive Egberto Ramos                         |
| Ruy Rezende          | Bernardo                                       |
| Íris Nascimento      | Maria de Lurdes (Lurdinha)                     |
| Clementino Kelé      | Jarbas                                         |
| Oberdan Júnior       | Pitoco                                         |
| Cassiano Carneiro    | Neno                                           |

### Participações especiais
| Intérprete          | Personagem                       |
| ------------------- | -------------------------------- |
| Leonardo Vieira     | Zé Inocêncio (jovem)             |
| Patrícia França     | Maria Santa Inocêncio (Santinha) |
| José Wilker         | Coronel Belarmino Ferreira       |
| Fernanda Montenegro | Jacutinga de Arrabal             |
| Mara Carvalho       | Aurora                           |
| Gésio Amadeu        | Jupará                           |
| Kadu Moliterno      | Rafael                           |
| Cecil Thiré         | Delegado Olavo                   |
| Grande Otelo        | Seu Francisco Cunha              |
| Lamartine Ferreira  | Marcelo (Du)                     |
| Cacá Carvalho       | Venâncio                         |
| Ana Lúcia Torre     | Quitéria                         |
| Ana Maria Magalhães | Marianinha                       |
| Betty Erthal        | Helena Ferreira (Nena)           |
| Daniele Rodrigues   | Juliete                          |
| Rita Santana        | Flor Jupará                      |
| Bertrand Duarte     | Felipe                           |
| Solange Couto       | Inácia (jovem)                   |
| Leonardo Brício     | Deocleciano (jovem)              |
| Cyria Coentro       | Morena (jovem)                   |
| Pablo Sobral        | João Pedro (criança)             |
| Toninho da Cruz     | Zinho Jupará (criança)           |
| Ademir de Souza     | Corisco                          |
| Patativa do Assaré  | Ele mesmo                        |

## Produção
Renascer marcou o retorno de Benedito Ruy Barbosa à TV Globo, depois do grande sucesso de Pantanal, na Rede Manchete. Em meados de 1992, a Rede Globo o chamou de volta e ofereceu a ele uma vaga no horário nobre da emissora, para que escrevesse a história que quisesse. Benedito então resolveu escrever uma trama nos mesmos moldes de Pantanal: uma história rural e com locações reais. Desta vez, o cenário escolhido foi Ilhéus, na Bahia.
Inicialmente, Renascer estava cotada para substituir Pedra sobre Pedra em agosto de 1992, mas acabou adiada por alguns meses, fazendo com que Gloria Perez passasse à frente com sua novela, De Corpo e Alma. Renascer acabou entrando no ar na sequência, em março de 1993. Esse adiamento gerou um desfalque em boa parte do elenco escalado inicialmente. Neste elenco desfalcado estavam Tarcísio Meira, Letícia Sabatella, Ângelo Antônio, Tadeu Aguiar, Andréa Beltrão e Sebastião Vasconcelos, entre outros.
Patrícia França (Maria Santa) e Leonardo Vieira (Zé Inocêncio) foram tão queridos pelo público na primeira fase da trama que Reinaldo Boury prontamente escalou o casal para a novela Sonho Meu, que estreou alguns meses depois.

## Exibição
A apresentação do último capítulo de Renascer fugiu dos padrões da TV Globo. Devido à exibição de uma partida de futebol, metade do capítulo foi ao ar na sexta-feira, e a outra metade, no sábado. O último capítulo foi reprisado no domingo, na íntegra, após o Fantástico. A mudança se deu por conta de um jogo da fase final do Campeonato Brasileiro daquele ano, que seria disputado na sexta-feira (12 de Novembro de 1993), às 21h30, por Internacional e São Paulo. Como o capítulo final tinha 80 minutos de duração, e não uma hora como os anteriores, não daria tempo de exibi-lo na íntegra. A direção da emissora, avaliando a importância da partida de futebol e da novela, optou por dividir o último capítulo em duas partes.
Renascer, assim como muitas novelas da época, tem capítulos chamados "A", ou seja, o capítulo escrito fica demasiado grande e o autor decide dividi-lo em dois. Por isso, Renascer teve 213 capítulos escritos, porém foram exibidos durante 216 dias. Nesse caso, os capítulos 118, 123 e 125 são A.

### Reprises
Foi reexibida no Vale a Pena Ver de Novo de 14 de agosto de 1995 a 1 de março de 1996, em 145 capítulos, substituindo Pedra sobre Pedra e sendo substituída por Despedida de Solteiro. 
Foi reexibida na íntegra pelo Viva de 7 de novembro de 2012 a 5 de setembro de 2013, substituindo Barriga de Aluguel e sendo substituída por A Próxima Vítima, às 16h15.

### Outras mídias
Em 11 de outubro de 2021, foi disponibilizada na íntegra pelo Globoplay, como parte do Projeto Resgate da plataforma.

## Repercussão

### Críticas
Segundo o livro Telenovela e representação social, a direção de Luiz Fernando Carvalho é considerada um dos marcos renovadores da estética do gênero nos anos 90. Segundo a crítica Marilia Martins, raras novelas apresentaram no seu primeiro capítulo um trabalho de direção tão apurado e tão requintado quanto Renascer.
O empresário da televisão José Bonifácio de Oliveira, o Boni, considerou a trama "bem estruturada pelo Benedito, com uma primeira fase primorosa e dirigida com maestria pelo Luiz Fernando Carvalho. O início era tão forte que tivemos que reduzir o número de capítulos, pois haveria possibilidade de rejeição da segunda parte da novela. Fernanda Montenegro fez uma belíssima participação especial com sua Jacutinga, e Maria Luisa Mendonça - a hermafrodita Buba - deu ao seu personagem uma força incomum."

### Audiência
A sua exibição original alcançou média geral de 60,80 pontos no IBOPE.
O primeiro capítulo da trama marcou 61 pontos, sendo uma das melhores estreias de uma novela das oito. O segundo capítulo marcou 59 pontos. Atingiu um recorde de 70 pontos de audiência em 22 de junho de 1993. Sua menor audiência foi de 48 pontos em 09 de outubro de 1993. O último capítulo registrou 61 pontos de audiência.

## Reboot
Após o sucesso de Pantanal, que foi uma das maiores médias do horário das nove desde a retomada das produções inéditas por conta das paralisações causadas pela Pandemia de COVID-19, a TV Globo estudava recriar novas versões de dois de seus maiores sucessos: Elas por Elas e Renascer. Os primeiros rumores sobre o reboot de Renascer vieram à tona em janeiro de 2023, quando Bruno Luperi, neto de Benedito Ruy Barbosa e um dos autores responsáveis pela readaptação de Pantanal, conversava com um grupo de ativistas transexuais, uma vez que a novela possuía uma personagem hermafrodita. Além disso, o autor estaria confirmado para produzir a novela substituta de Terra e Paixão no horário das nove. Em fevereiro de 2023, a Globo começou a pré-produção do reboot da telenovela, que vai entrar na fila do horário das nove da emissora carioca. Luperi viajou à região sul da Bahia para conhecer o cultivo de cacau e, ainda, escolher algumas locações para a trama. A direção artística coube à Gustavo Fernandez. Em 12 de abril de 2023, a TV Globo durante um evento na Rio 2C, confirmou a produção do reboot que estreou em janeiro de 2024. Marcos Palmeira, Juan Paiva e Theresa Fonseca foram escalados para o trio protagonista central: o coronel José Inocêncio, seu filho João Pedro e a garota Mariana, respectivamente.

## Trilha sonora

### Nacional Vol. 1
- Capa: Marcos Palmeira

| N.º | Título                                                   | Música              | Personagem                      | Duração |  |
| 1.  | "Dito e Feito"                                           | Roberto Carlos      | Dona Patroa                     | 4:41    |  |
| 2.  | "Ai, que Saudade d'Ocê"                                  | Fábio Jr.           | Ritinha e Damião                | 4:28    |  |
| 3.  | "Lindeza"                                                | Caetano Veloso      | Maria Santa e José Inocêncio    | 2:49    |  |
| 4.  | "Só pra Te Mostrar" (com participação de Herbert Vianna) | Daniela Mercury     | Buba                            | 3:20    |  |
| 5.  | "O Lado Prático do Amor"                                 | Guilherme Arantes   | Eliana                          | 3:56    |  |
| 6.  | "Sport Time"                                             | Sunshine Orchestra  | Geral                           | 3:27    |  |
| 7.  | "Confins" (com participação de Ivan Lins)                | Batacotô            | Extratores de Cacau e Abertura  | 3:22    |  |
| 8.  | "Lua Soberana"                                           | Sérgio Mendes       | Extratores de Cacau e Intervalo | 4:10    |  |
| 9.  | "Me Diz"                                                 | Fagner              | Geral                           | 3:22    |  |
| 10. | "Parabolicamará"                                         | Gilberto Gil        | Locução: Bahia                  | 4:28    |  |
| 11. | "De Volta ao Começo"                                     | Roupa Nova          | José Inocêncio e Encerramento   | 5:11    |  |
| 12. | "Mentiras"                                               | Adriana Calcanhotto | Mariana                         | 2:59    |  |
| 13. | "Em Nome do Amor"                                        | Agnaldo Rayol       | Rachid                          | 3:55    |  |
| 14. | "To Aim"                                                 | Franco Perini       | Geral                           | 3:35    |  |

### Nacional Vol. 2
- Capa: Jackson Antunes

| N.º | Título                    | Música           | Personagem      | Duração |  |
| 1.  | "Além da Última Estrela"  | Maria Bethânia   | Sandra          | 2:53    |  |
| 2.  | "Cheiro de Saudade"       | Ney Matogrosso   | Morena          | 4:44    |  |
| 3.  | "Eu Quero Meu Amor"       | Elba Ramalho     | Geral           | 2:37    |  |
| 4.  | "Romance"                 | 14 Bis           | Teca            | 3:55    |  |
| 5.  | "Lavrador"                | Moraes Moreira   | Damião          | 3:26    |  |
| 6.  | "Memórias (Patch Memory)" | Franco Perini    | Geral           | 3:32    |  |
| 7.  | "Essa Tal Felicidade"     | Tim Maia         | Zé Augusto      | 4:30    |  |
| 8.  | "Sete Desejos"            | Alceu Valença    | Eliana e Damião | 3:27    |  |
| 9.  | "Dois Corações"           | Nana Caymmi      | João Pedro      | 4:12    |  |
| 10. | "Palavra Acesa"           | Quinteto Violado | Tião Galinha    | 2:10    |  |
| 11. | "Joaninha"                | Ithamara Koorax  | Joaninha        | 2:45    |  |
| 12. | "Renascer (Protection)"   | Franco Perini    | Geral           | 3:29    |  |

## Prêmios
Troféu APCA (1993)
- Melhor novela
- Melhor ator - Antônio Fagundes
- Melhor ator coadjuvante - Osmar Prado
- Melhor atriz coadjuvante - Regina Dourado
- Revelação masculina - Jackson Antunes

Troféu Imprensa (1993)
- Melhor novela
- Melhor ator - Antônio Fagundes
- Revelação do ano - Jackson Antunes